# 三重県道757号辻原西町線
三重県道757号辻原西町線（みえけんどう757ごう つじわらにしまちせん）は、三重県松阪市内を通る一般県道である。

## 概要

### 路線データ
- 起点：松阪市辻原町字チクニ97の2番地先[1]（三重県道29号松阪青山線交点）
- 終点：松阪市西町2447番地先[1]（県道24号交点）
- 総延長：10.742km
- 路線認定：1972年（昭和47年）12月1日[2]

## 路線状況

### 重複区間
- 三重県道147号松阪嬉野線：松阪市岡本町（岡本町交差点 - 阪内川親水公園）

### 利用状況
平日12時間交通量
| 地点         | 交通量  |
| 松阪市井村町 | 6,737台 |

## 地理

### 通過する自治体
- 三重県松阪市

### 接続する道路
すべて松阪市内
- 三重県道29号松阪青山線：起点
- 三重県道59号松阪第2環状線：丹生寺町（丹生寺西交差点）
- 三重県道147号松阪嬉野線：岡本町（岡本町交差点、阪内川親水公園）
- 三重県道756号松阪環状線（近鉄道路）：西之庄町（西之庄交差点）
- 三重県道24号松阪久居線：西町
- 国道166号・三重県道699号六軒鎌田線：終点

### 立体交差する道路
- 伊勢自動車道（勢和多気JCT - 松阪IC）

### 交差する鉄道
- JR紀勢本線・名松線、近畿日本鉄道山田線：松阪市西町

### 沿線
ほぼ阪内川の北岸沿いを通る。
- JAみえなかふれあいの里つじわら
- 松阪市立
  - 大河内小学校
  - 松尾小学校
- 阪内川親水公園
- 阪内川スポーツ公園
- パワーセンター松阪
- カネボウ跡公園（鈴の森）
- 住友理工松阪製作所

## 参考資料
- 『県別マップル24 三重県道路地図』（昭文社、2009年3版1刷発行、ISBN 978-4-398-62474-1 、11,51,53ページ）